# Селенга (станция)
Селенга́ — станция Восточно-Сибирской железной дороги на Транссибирской магистрали (5562 километр).
Расположена в Кабанском районе Бурятии у южных окраин сёл Брянск и Тресково, к северу от Селенгинского ЦКК и пгт Селенгинск.

## История
Основана в 1900 году.

## Дальнее следование по станции
По состоянию на июнь 2019 года через станцию курсируют следующие поезда дальнего следования:

### Круглогодичное движение поездов
| № поезда       | Маршрут движения           | № поезда       | Маршрут движения           |
| -------------- | -------------------------- | -------------- | -------------------------- |
| 69             | Чита — Москва              | 70             | Москва — Чита              |
| 71             | Улан-Удэ — Северобайкальск | 72             | Северобайкальск — Улан-Удэ |
| 77             | Нерюнгри — Новосибирск     | 78             | Новосибирск — Нерюнгри     |
| 81             | Улан-Удэ — Москва          | 82             | Москва — Улан-Удэ          |
| 99             | Владивосток — Москва       | 100            | Москва — Владивосток       |
| 149            | Улан-Удэ — Иркутск         | 150            | Иркутск — Улан-Удэ         |
| 321 "Баргузин" | Забайкальск — Иркутск      | 322 "Баргузин" | Иркутск — Забайкальск      |
| 361            | Наушки — Иркутск           | 362            | Иркутск — Наушки           |

### Сезонное движение поездов
| № поезда | Маршрут движения | № поезда | Маршрут движения |
| -------- | ---------------- | -------- | ---------------- |
| 269      | Чита — Адлер     | 270      | Адлер — Чита     |

## Пригородное сообщение по станции
| № поезда | Маршрут движения   | № поезда | Маршрут движения   |
| -------- | ------------------ | -------- | ------------------ |
| 6631     | Улан-Удэ — Мысовая | 6632     | Мысовая — Улан-Удэ |
| 6637     | Улан-Удэ — Мысовая | 6638     | Мысовая — Улан-Удэ |